# 塚越宿
塚越宿（つかこしじゅく）は、武蔵国入間郡塚越村、川越児玉往還にあった宿場。現在の埼玉県坂戸市大字塚越の塚越交差点周辺が該当する。
隣の石井宿と宿場を交代で勤めた。

## 最寄り駅
- 東武鉄道東上本線 若葉駅
  - 東武バスウエスト「八幡団地」ゆき「塚越」バス停下車

## 史跡・みどころ
- 義家塚 - 源義家の奥州征伐時、川の増水により進路を阻まれこの地に陣を敷いた時、この塚に腰を掛けたとされる。その事より塚腰と書かれ、塚越の地名の由来となったという伝承がある[1]。

## 隣の宿
川越児玉往還
川越宿 - 塚越宿 - 石井宿